# 無備平鮋
無備平鮋（日语：鮴），又名岩魚、眼張魚，為輻鰭魚綱鮋形目鮋亞目平鮋科的其中一種，為亞熱帶海水魚，分布於西北太平洋日本北海道至朝鮮半島南部海域，體長可達35公分，棲息在底層水域，卵胎生，幼魚具漂浮性，生活習性不明，可做為食用魚及養殖魚類。俗名海五道黑。